# هیدالگو (فیلم)
هیدالگو (به انگلیسی: Hidalgo) فیلمی محصول سال ۲۰۰۴ و به کارگردانی جو جانستون است. در این فیلم بازیگرانی همچون ویگو مورتنسن، عمر شریف، سعید تغماوی، زلیخا رابینسون، لوئیس لومبارد، سیلاس کارسن، جی. کی. سیمونز، آدونی ماروپیس، پیتر منسا، الیزابت بریج، سی توماس هوول، مالکوم مک‌داول و موزس برینگز پلنتی ایفای نقش کرده‌اند.

## خلاصه
«فرانک ت. هاپکینز» (مورتنسن)، افسر سواره نظام امریکا، در ملاقاتی در نیویورک، با «عزیز» (الکسی - مال) آشنا می شود که یکی از دستیاران «شیخ ریاض» (شریف)، عربی ثروتمند است. «شیخ» صحبت قابلیت های «هاپکینز» را شنیده و مایل است که او در «اقیانوس آتش» - مسابقه ی اسب دوانی سالانه ای که شرکت کنندگانش مسافتی سه هزار مایلی را از عربستان تا عراق می پیمایند - شرکت کند...